# Antonio Flores de Lemus
Antonio Flores de Lemus (Jaén, 14 de juny de 1876 - 21 de març de 1941) va ser un economista i polític espanyol.

## Vida
Neix a Jaén, encara que va cursar els seus estudis universitaris de Dret a cavall entre la Universitat de Granada i la Universitat d'Oviedo i va complementar aquesta formació a l'estranger.
Va ser catedràtic d'Economia Política a les universitats de Barcelona (1904) i Madrid (1920), a més d'ocupar diversos càrrecs al Ministeri d'Hisenda.
El seu paper com a economista s'emmarca dins del positivisme. Va tractar d'estudiar el funcionament de l'economia espanyola, i va publicar diverses obres sobre aquest tema i en particular sobre l'agricultura com a motor de l'economia.
També va ser un destacat membre de la vida política espanyola, vinculat al Partit Conservador i amb tendències clarament antiliberals. Va col·laborar tant amb la Dictadura de Primo de Rivera com amb la Segona República Espanyola, sempre en temes relacionats amb l'economia –com la implantació del patró or a Espanya–. Va redactar un dictamen sobre aquest tema que va basar, per primera vegada en la història de la ciència econòmica, en un model economètric que explicava el comportament del conjunt de l'economia d'Espanya.
Va mantenir amistat amb polítics de diferents tendències (Indalecio Prieto, José Calvo Sotelo, Francesc Cambó, Antoni Maura…) i va influir en la redacció de la Llei de Reforma Agrària d'Espanya. En esclatar la guerra civil espanyola va mantenir-se lleial i en acabar la guerra marxà a l'exili. Va tornar el 1940 però fou desposseït de tots els seus càrrecs, i es va veure obligat a viure de la seva filla i de la caritat dels seus amics. Va morir de malaltia poc després de tornar de l'exili.

## Obras publicadas
- La reforma arancelaria, consideraciones y materiales (1905)
- Sobre una dirección fundamental de la producción rural española (1926)
- Sobre el problema económico de España (1928)
- Dictamen de la Comisión para el Estudio de la Implantación del Patrón Oro (1929)